# A Night at the Opera (álbum de Queen)
A Night at the Opera é o quarto álbum de estúdio da banda britânica de rock Queen, lançado em 21 de novembro de 1975 na Europa e em 2 de dezembro de 1975 nas Américas. Nesse álbum, o Queen adotou uma sonoridade diferente comparada com seus discos anteriores, fazendo um uso ainda maior do piano e de outros instrumentos nunca experimentados pelo grupo até então. Canções como "You're My Best Friend" e "Bohemian Rhapsody" fizeram um enorme sucesso, sendo executadas em todos os concertos do grupo desde então, e ajudaram a divulgar o álbum inteiro. Apesar da maioria das letras serem de Freddie Mercury (o vocalista e pianista) e Brian May (o guitarrista), John Deacon (o baixista) e Roger Taylor (o baterista) também contribuíram com canções próprias, e todos trabalharam igualmente no arranjo das melodias. "Bohemian Rhapsody" é a canção mais famosa e inovadora do disco. Dividida em cinco partes e sem refrão com a letra sendo composta majoritariamente por Mercury, a faixa é uma ópera rock e foi recebida com descaso pela gravadora do grupo devido a sua estrutura, mas fez grande sucesso nas paradas, atingindo o número 1 no Reino Unido e tornando-se a marca registrada da banda. Cada membro gravou sua parte separadamente em diferentes estúdios e a capa foi obra de Freddie Mercury baseada nos signos dos membros. 
Assim que foi lançado, A Night at the Opera estreou direto no topo da UK Albums Chart e chegou ao quarto lugar na Billboard 200, sendo o disco que levou o Queen a atingir popularidade mundial e a se consagrar no mundo da música. O disco também foi um sucesso de crítica, frequentemente apontado como um dos melhores discos da música em geral, tendo vendido mais de cinco milhões de cópias nos anos 70, um número impressionante para os mercados da época.

## Antecedentes e desenvolvimento

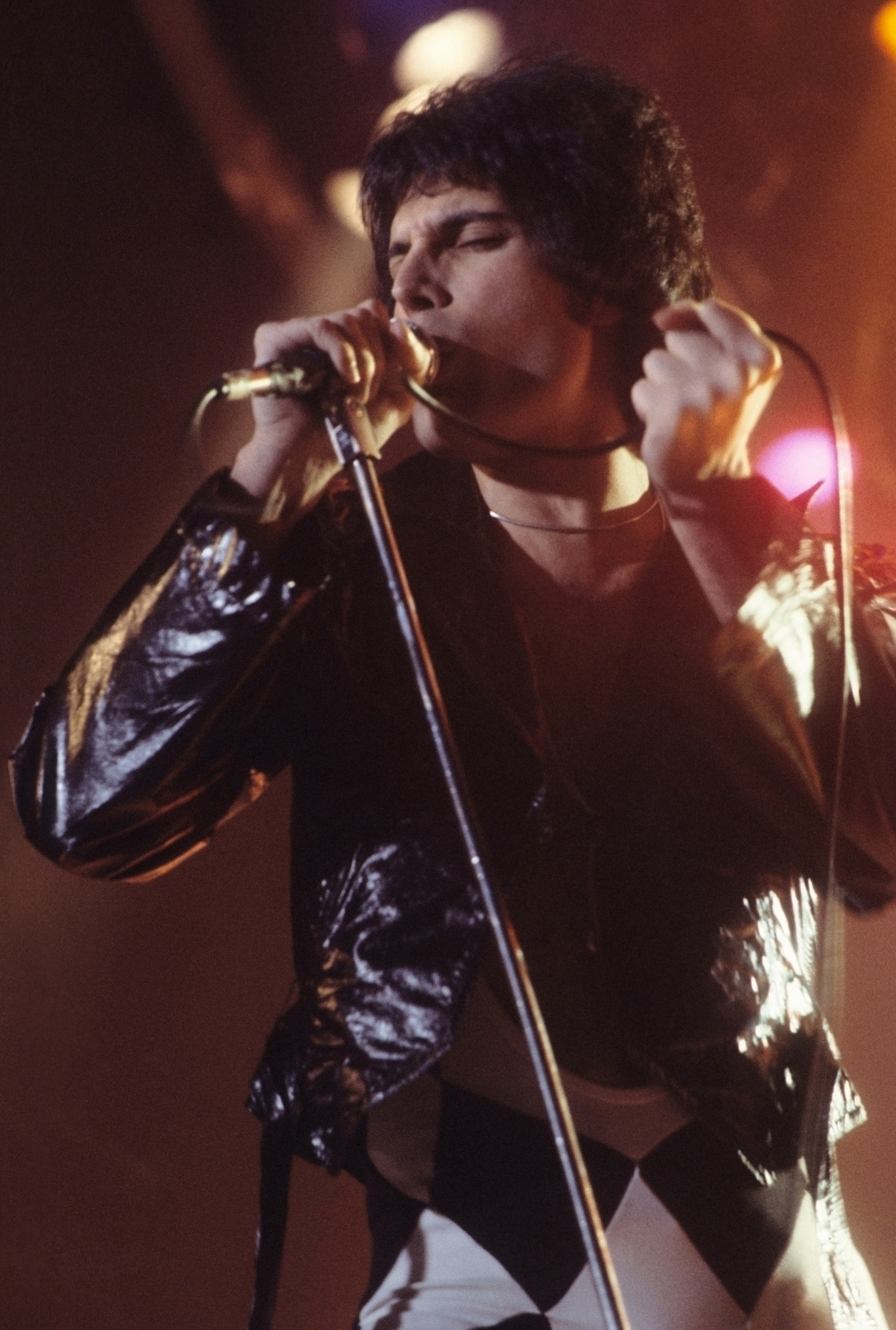
O vocalista da banda, Freddie Mercury.

Em 1975, o Queen já era uma banda de popularidade considerável no Reino Unido e nas Américas, principalmente após as vendas de seu álbum anterior, Sheer Heart Attack, porém havia muita tensão ao redor do grupo devido a forma como eram tratados por sua gravadora e pela maneira como eram administrados por seu empresário, Norman Sheffield. Assim, o grupo decidiu demiti-lo, assumindo o controle total sobre seu trabalho desde então e se apressou em gravar um novo disco para prosseguir sua carreira. O Queen também rompeu seu contrato com a Trident Records e assinou com a Swan Song Records por intermédio de Peter Grant, o novo empresário do Queen ao lado de John Reid e Roy Thomas Baker foi mais uma vez convidado pela banda para a produção seu quarto álbum.
Em agosto de 1975, o Queen tinha muitas canções novas prontas para serem desenvolvidas e, para que cada membro pudesse se dedicar mais ao trabalho, os quatro integrantes decidiram realizar suas gravações em estúdios separados, e depois todos se reuniram para finalizar o trabalho juntos no Rockfield Studios, e tudo ficou pronto em menos de um mês, com todo o trabalho em desenvolvimento na Inglaterra. Após finalizarem as gravações, os integrantes de grupo levaram poucos dias para completar a edição e masterização do disco - já que eles mesmos realizaram a maioria do trabalho - com auxílio técnico do produtor Roy Thomas Baker. A Night at the Opera ficou pronto três dias antes da data de lançamento e custou mais de duzentas mil libras esterlinas, tornando-se o disco mais caro na época. Com esse custo, toda a diretoria da gravadora ficou preocupada com seu desempenho temendo uma possível falência caso as vendas não fossem satisfatórias - e o próprio Brian May declarou mais tarde que o Queen sabia na época que, caso o álbum não fosse um sucesso, a banda seria obrigada a se separar e vender seus bens pessoais para cobrir os gastos.
Em uma entrevista para a Rolling Stone em 1976, Freddie Mercury declarou:
| “ | Gravar A Night at the Opera foi uma experiência incrivelmente gratificante (...) pela primeira vez pudemos usar toda a nossa criatividade, e deixar a nossa loucura fluir. Tudo o que não pode ser feito em Queen II fizemos com ele (...) foi um desafio é claro, porque somos um quarteto de perfeccionistas, mas tivemos a chance de nos testar ao limite pra ver se éramos tão competentes quanto pensávamos, e no fim, tudo valeu a pena (...) esses dias no estúdio fizeram eu me lembrar o porque de eu ter escolhido essa profissão. | ” |

## Gravação
O Queen usou uma grande variedade de instrumentos para gravar A Night at the Opera e conseguir os estranhos sons que eles imaginaram para as canções. Para direcionar Brian May na gravação das guitarras, Freddie Mercury fez fitas demo das músicas em seu piano e depois as repassou para May conduzir seu trabalho - como foi no caso de "Death on Two Legs (Dedicated to...)" e "Bohemian Rhapsody". "Death on Two Legs (Dedicated To...)" possui uma letra agressiva e raivosa tanto que May revelou que se sentia desconfortável em ter de cantar algumas partes enquanto criava os vocais de apoio ao lado de Roger Taylor. Para gravar o disco, Mercury usou um piano Bechstein que ele veio a usar durante a subsequente turnê no Reino Unido. Taylor gravou toda a versão original de "I'm in Love With My Car" em sua casa, incluindo a guitarra, e quando ele a levou para seus amigos, May inicialmente achou que fosse uma piada dele devido a sua estrutura simples, mas depois regravou a faixa usando a Red Special, com Taylor nos vocais principais. 

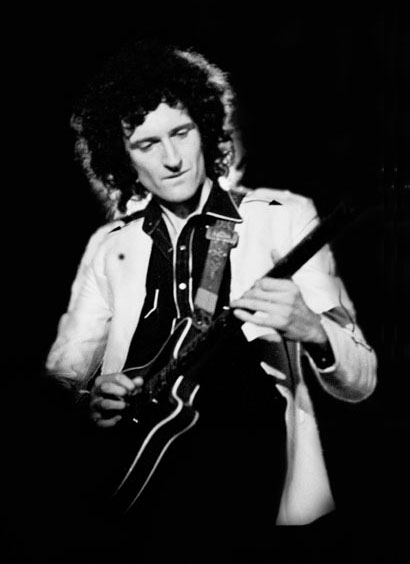
O guitarrista do grupo, Brian May.

A gravação de "You're My Best Friend" gerou uma pequena discórdia entre o grupo, pois para criar o efeito elétrico que John Deacon queria, era necessário o uso de um piano elétrico Wurlitzer e Mercury se recusou a tocá-lo, forçando o próprio Deacon a gravá-lo e mais tarde ele tocaria o piano no vídeo promocional da canção. May gravou o vocal principal de "39", tocando também violão e uma guitarra levemente acrescentada ao fundo para ditar o ritmo. Mercury e May cantam em diferentes tons para criar o apoio vocal, junto com um tom falseto de Taylor, que ele havia usado e gostado anteriormente em faixas antigas como "The March of the Black Queen" e "Father to Son". "Sweet Lady" foi gravada com maior dificuldade pela banda. Era uma das canções mais complicadas segundo Taylor e May também teve de tocar sua guitarra de forma mais rápida que o comum. Seu solo mais tarde foi usado ao vivo para tocar a versão rápida de "We Will Rock You". Aos cinquenta e um segundos de "Seaside Rendezvous", começa uma seção vocal sombria que Mercury e Taylor gravaram usando unicamente suas vozes e as distorcendo na mixagem. Eles usaram suas vozes para imitar um série de instrumentos diferentes, incluindo um clarinete por Mercury e uma tuba por Taylor. Ao fim, a canção apresenta uma seção de ritmo mais dançante que Mercury gerou na mesa de mixagem batendo dedais em cada dedo de suas duas mãos.
"The Prophet's Song" também possui uma longa seção vocal na qual as vozes de Mercury, May e Taylor foram sobrepostas e distorcidas para criar um efeito psicodélico, semelhante a edição vocal feita para "Bohemian Rhapsody". Os longos solos que encerram a faixa foram feitos por May gravando o som de sua guitarra em três gravadores diferentes e depois os sobrepondo, com alguns segundos de atraso entre si. Em "Love of My Life", Mercury criou todos os vocais e tocou um piano clássico mais em evidência e May tocou um violão Gibson Hummingbird e sua guitarra Red Special dependendo da seção, acrescentando um som de harpa ao final após convencer Mercury de que era uma boa ideia. May cantou todos os vocais em "Good Company". Ele compôs a faixa usando um banjo, mas a gravou usando um autêntico ukelele havaiano. "God Save the Queen", que encerra o disco, é o hino nacional britânico, presente no disco como uma peça instrumental que May gravou em 1974 originalmente ao piano, depois adicionando a guitarra, ditando um ritmo próprio e criando um rearranjamento quanto a melodia original.
De acordo com Chris Smith, amigo de Mercury, ele começou a desenvolver "Bohemian Rhapsody" no fim da década de 1960, sempre tocando as mesmas notas repetidamente ao piano, que mais tarde tornaram-se a introdução da canção; só para essa faixa foram usados quatro estúdios diferentes e, devido à sua natureza elaborada, foi gravada em várias seções e a junção foi realizada usando a batida da bateria para manter todas as partes sincronizadas. May, Mercury e Taylor cantaram suas partes vocais continuamente de dez a doze horas por dia, depois as sobrepondo para criar o efeito de um coro de fundo inteiro. Algumas seções de mixagem exigiram mais de cento e oitenta overdubs separados. Já que os estúdios da época ofereciam fitas analógicas com apenas vinte e quatro canais, foi necessário que os três gravassem a si mesmos muitas vezes e então juntassem tudo em sucessivas submixagens e, no fim, foram usadas fitas de até oitava geração. As várias seções de fita contendo as submixagens desejadas tiveram que ser cortadas com gilete e então montadas na sequência correta usando fita adesiva. Ao fim, "Bohemian Rhapsody" tornou-se o single mais caro produzido até então, até hoje vista como uma das gravações mais elaboradas na história da música popular.

## Composição e estilo
O estilo de A Night at the Opera segue a linha dos álbuns anteriores, trazendo canções de hard rock com grande influência de bandas como Led Zeppelin e The Beatles, os favoritos dos integrantes naquela época, misturando uma grande quantidade de estilos variados.
"Death on Two Legs (Dedicated to...)" foi alegadamente escrita por Freddie Mercury em referência ao antigo empresário do grupo, Norman Sheffield; nela, Mercury descreveu toda a raiva que sentia quanto ao modo que Sheffield agiu com o grupo. Mesmo não havendo nenhuma referência direta a ele, o ex-empresário tentou processar o grupo por calúnia assim que o disco foi lançado, mas o processo nunca foi levado adiante. "I'm in Love with My Car" foi inspirada em um dos técnicos do grupo, Johnathan Harris, que possuía um Triumph TR4 e dizia que ele era "o amor de sua vida". Brian May diz ter escrito a letra de "39" do ponto de vista de astronautas explorando o espaço, mas muitas especulações foram feitas pela mídia a respeito de qual seria a verdadeira inspiração da canção. Popularmente, acredita-se que a canção faz alusão a Segunda Guerra Mundial, já que o título "39" lembra o ano de 1939, quando o conflito começou. May escreveu "The Prophet's Song" inspirado em um sonho que ele teve quando estava doente em 1974, que consistia em uma grande enchente devastando a Inglaterra, sendo que alguns dias depois do sonho algumas dezenas de pessoas morreram em uma pequena enchente que ocorreu em Londres.
John Deacon fez sua segunda composição própria na carreira da banda durante a época neste álbum, "You're My Best Friend" (a primeira foi "Misfire", do Sheer Heart Attack), em homenagem a sua esposa, Veronica Tetzlaff. Mercury compôs "Love of my Life" como uma homenagem a Mary Austin, sua namorada na época. Apesar da letra passar a sensação de amargura, Mercury sempre declarou que a canção foi sua forma de agradecer a Austin por todo apoio que ela sempre lhe deu. "Good Company" foi escrita por May em um tom narrativo, como se estivesse sendo contada por um idoso que, quando jovem, foi aconselhado por seu pai a "cuidar daqueles que estão por perto, e manter boas companhias". A princípio, o homem segue o conselho, faz muitos amigos e se casa, mas conforme envelhece, ele perde o interesse na esposa e todos os seus amigos lhe abandonam, levando-o a se focar no trabalho; por fim, sua esposa lhe abandona e, ao fim da música, ele lamenta por não ter mais ninguém ao seu lado. "God Save the Queen" é o hino nacional britânico, rearranjado por May e gravado por ele com sua guitarra em homenagem a Rainha Elizabeth II, já que ele e Mercury sempre tiveram muito respeito pela família real britânica.
Há muito mistério envolvendo a inspiração que levou Mercury a criar a letra de "Bohemian Rhapsody", já que ele nunca a explicou totalmente; Brian May apoia sugestões de que a música possui referências veladas a traumas pessoais de Mercury, relembrando que "Freddie era uma pessoa muito complexa: irreverente e engraçada no exterior, mas escondia inseguranças e problemas com sua vida e sua infância. Ele nunca explicou a letra, mas eu acho que ele colocou muito de si mesmo naquela música." May, entretanto, diz que a banda concordou que o ponto central da letra era um problema íntimo do compositor. Em um documentário da BBC Three sobre o making of de "Bohemian Rhapsody", Roger Taylor afirmou que o verdadeiro significado da música é "bastante auto-explicativo, apenas com um pouco de nonsense no meio". Em 1975, Freddie declarou sobre a canção:
| “ | É uma daquelas músicas que possui um sentimento de fantasia. Eu acho que as pessoas deveriam apenas ouví-la, pensar sobre ela, e então refletir sobre o que ela tenta lhes dizer... "Bohemian Rhapsody" não surgiu do nada. Eu pesquisei um pouco, apesar de ser uma brincadeira que zomba da ópera. Por que não? | ” |

## Lançamento e recepção

### Desempenho comercial
Um sucesso imediato no Reino Unido, assim que foi lançado o disco estreou direto no topo da UK Albums Chart, se mantendo em primeiro lugar por seis semanas não consecutivas, enquanto que o single principal, "Bohemian Rhapsody", se manteve no topo da UK Singles Chart por nove semanas seguidas. O disco rapidamente ganhou Disco de Platina no Reino Unido com mais de trezentas mil cópias vendidas, e mesmo tendo sido lançado um mês antes do final do ano, tornou-se o décimo segundo disco mais vendido do ano no país, já tendo acumulado cinquenta semanas dentro das paradas britânicas. Nos Estados Unidos, o disco chegou a quarta posição da Billboard 200, enquanto "Bohemian Rhapsody" chegou a nona posição da Billboard Hot 100, uma grande surpresa para a gravadora, que não acreditava que a canção seria uma boa promoção do disco. Em dois meses, o álbum vendeu um milhão de cópias nos EUA e ganhou Disco de Platina, sendo que hoje em dia as vendas já superam as três milhões de unidades. O álbum ainda chegou ao topo das paradas na Austrália, Países Baixos e Nova Zelândia. Ao fim de 1976, o disco havia vendido mais de cinco milhões de cópias mundialmente, um número inédito até então.

### Avaliação da crítica
A Night at the Opera também foi um sucesso de crítica, e é hoje considerado um dos maiores clássicos do rock. Stephen Thomas Erlewine, do AllMusic, escreveu que o álbum é um "icônico marco dos anos 70", dizendo que é como a versão do Queen para o Led Zeppelin IV, mas que enquanto Robert Plant "celebra a obscuridade", Freddie Mercury optou por cantar com "majestade". Kris Nicholson, da revista Rolling Stone, escreveu que o que mais impressiona é a "facilidade com que o Queen põe tantos estilos juntos em harmonia". No Melody Maker, John Grat descreveu o álbum como "muito forte" e recomendou aos ouvintes que "o colocassem no último volume e aproveitassem", enquanto Marck Nutts, da BBC, escreveu que o Queen demonstrou ter um potencial "ilimitado" com esse disco, apontado por ele como "o ponto alto de 1975".

## Faixas
Todas as faixas foram escritas por Freddie Mercury, exceto onde anotado.
| Lado A         |                                       |                |                |         |  |
| N.º            | Título                                | Compositor(es) | Vocais         | Duração |  |
| 1.             | "Death on Two Legs (Dedicated to...)" |                |                | 3:43    |  |
| 2.             | "Lazing on a Sunday Afternoon"        |                |                | 1:08    |  |
| 3.             | "I'm in Love with My Car"             | Roger Taylor   | Roger Taylor   | 3:05    |  |
| 4.             | "You're My Best Friend"               | John Deacon    |                | 2:50    |  |
| 5.             | "'39"                                 | Brian May      | May            | 3:25    |  |
| 6.             | "Sweet Lady"                          | May            |                | 4:01    |  |
| 7.             | "Seaside Rendezvous"                  |                |                | 2:13    |  |
| Duração total: | Duração total:                        | Duração total: | Duração total: | 20:25   |  |

| Lado B         |                      |                             |                |         |  |
| N.º            | Título               | Compositor(es)              | Vocais         | Duração |  |
| 1.             | "The Prophet's Song" | Brian May                   |                | 8:17    |  |
| 2.             | "Love of My Life"    |                             |                | 3:38    |  |
| 3.             | "Good Company"       | May                         | Brian May      | 3:26    |  |
| 4.             | "Bohemian Rhapsody"  |                             |                | 5:55    |  |
| 5.             | "God Save the Queen" | tradicional, arr. Brian May | Instrumental   | 1:11    |  |
| Duração total: | Duração total:       | Duração total:              | Duração total: | 22:27   |  |

### Bônus do relançamento de 1991
1. "I'm in Love with My Car" (1991 remix de Mike Shipley) (Taylor) – 3:28
2. "You're My Best Friend" (1991 remix de Matt Wallace) (Deacon) – 2:52